# Ana María Janer Anglarill

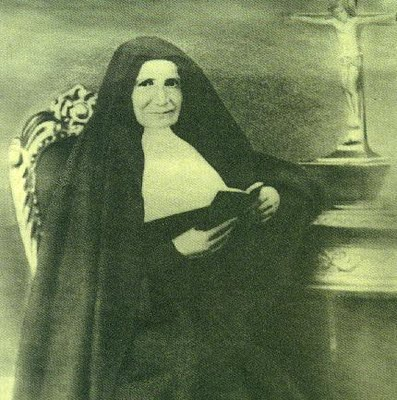
Ana María Janer Anglarill

Ana María Janer i Anglarill, auch Maria Janer, (* 18. Dezember 1800 in Cervera, Katalonien; † 11. Januar 1885 in Talarn, Katalonien) ist eine Selige der Katholischen Kirche. Sie ist die Gründerin der Ordensgemeinschaft der Germanes de la Sagrada Família d'Urgell (Kongregation der Schwestern von der Heiligen Familie von Urgell) mit Sitz in La Seu d’Urgell, einer Ortschaft in der Nähe von Lleida in der autonomen Region Katalonien.
Ana María Janer i Anglarill wurde am 8. Oktober 2011 von Papst Benedikt XVI. seliggesprochen.